# 嶋津蓮
嶋津 蓮（しまづ れん、11月2日 - ）は、日本の漫画家、イラストレーター。福井県出身、在住。蠍座。血液型はA型。福井県立武生高等学校普通科卒、仁愛女子短期大学産業デザイン科卒、同校研究生卒。
少年漫画・学習誌出身で、男女ともに読まれやすい作風。子ども向けを中心に、学園ファンタジーや時代ものなどを描いている。近年ではビジネス・学術書の書籍漫画も。

## 略歴
短大研究生の頃に漫画アシスタントを始め、卒業後すぐに愛知県などでアシスタント生活を送る。アシスタントをしながら、進研ゼミ小学講座（ベネッセコーポレーション）でイラストレーターとしての仕事を始める。同人作品の発表も。
1996年にエニックス（現・スクウェア・エニックス）の「第3回エニックス21世紀マンガ大賞」に応募した作品が奨励賞を受賞。受賞作は商業誌未掲載。1997年発売の『月刊ガンガンWING』春季号掲載の読切作品『鉄火!おたの申します』で商業誌デビューを果たす。
代表作は『アート・ルーマー』『なるかみ長屋』など。
アニメ『おねがいマイメロディ 〜くるくるシャッフル!〜』やDSゲーム『とんがりボウシと魔法の365にち シリーズ』や『ねむネコ』などのコミカライズも手がけている。
進研ゼミ小学講座（ベネッセコーポレーション）では、イラストや漫画を担当している。
2015年10月から2022年10月まで福井新聞 日曜日版付録「こどもタイムズ」で、福井県を題材にした『ふくい＊椿ファイル＊』を連載中。
2012年頃から「島津 蓮」→「嶋津 蓮」と改名している。

## 作品リスト

### 連載
- アート・ルーマー（「あそびんぴっく」1998年4月号〜2002年3月号[1] 新学社）
- S・S（あそびんぴっく2002年4月号〜2003年3月号連載[2] 新学社）
- なるかみ長屋（「ちゃぐりん」2006年5月号〜2009年4月号 家の光協会）
- CHRIS NEXT DOOR!
- 妖刃記 貂牙
- 魔魅カウンセラー淑玲
- ふくい＊椿ファイル＊（福井新聞 日曜日版・こどもタイムズ 2015年10月4日〜2022年10月1日）

### 読み切り
- 鉄火!おたの申します
- けれんや羽津馬!
- Very Rash（2001年 プリンセスGOLD 6月号（秋田書店））
- 陸と大輝のふるさと発見
- 鶴と三日月（2014年 「コミック乱ツインズ 戦国武将列伝」10月号 リイド社）
- ハロウィンの悪夢（2015年「オール☆マンガ すぐそばにある! こわ~い話 サイドランチ）

### コミカライズ
- 伝説のスタフィーたいけつ!ダイール海賊団（「キャラぱふぇ」2008年 KADOKAWA）
- とんがりボウシと魔法の365にち シリーズ（「キャラぱふぇ」2009年7・8月号～2014年 KADOKAWA）
- ハッピー★アイドル（リカちゃん DS もっと!おんなのこレッスン（「キャラぱふぇ」2009年11・12月号～ KADOKAWA）
- ねむネコ（「キャラぱふぇコミック」2012年10月号～2014年 KADOKAWA）
- おねがいマイメロディ 〜くるくるシャッフル!〜（1）ISBN 4-7897-2908-7、（2）ISBN 4-7897-2973-7（2006年 ウィーヴ）

### 書籍
- マンガでわかる社会学（2012年 オーム社）
- マンガでわかるモーター（2014年 オーム社）
- まんがでよくわかる総務の仕事（2016年 日本能率協会マネジメントセンター）
- まんがで人生が変わる!自助論（2016年 三笠書房）

### イラスト
- 進研ゼミ小学講座（ベネッセコーポレーション）
- エラゴン（著・クリストファー・パオリーニ 2007年 抜粋版小説挿し絵 朝日小学生新聞）
- ドキドキPK（著・たけしたたけし 2009年 小説挿し絵 ちゃぐりん 家の光協会）
- とんがりボウシと魔法の町 ドキドキの学園生活☆（著・高瀬美恵 2013年 KADOKAWA）

## 外部リスト
- 嶋津 蓮（島津 蓮）WEBサイト Aquavit
- 嶋津蓮 (@shimazu_ren) - X（旧Twitter）
- 嶋津 蓮（島津 蓮） - pixiv
- 嶋津蓮 - TINAMI
- 嶋津蓮：公開作品 - マンガ図書館Z
- 嶋津蓮の作品 - LINE マンガ
- 島津蓮 - メディア芸術データベース